# Gareth Jones (Journalist)
Gareth Richard Vaughan Jones (* 13. August 1905 in Barry; † 12. August 1935 in Mandschukuo) war ein britischer Journalist und Politikberater.

## Leben

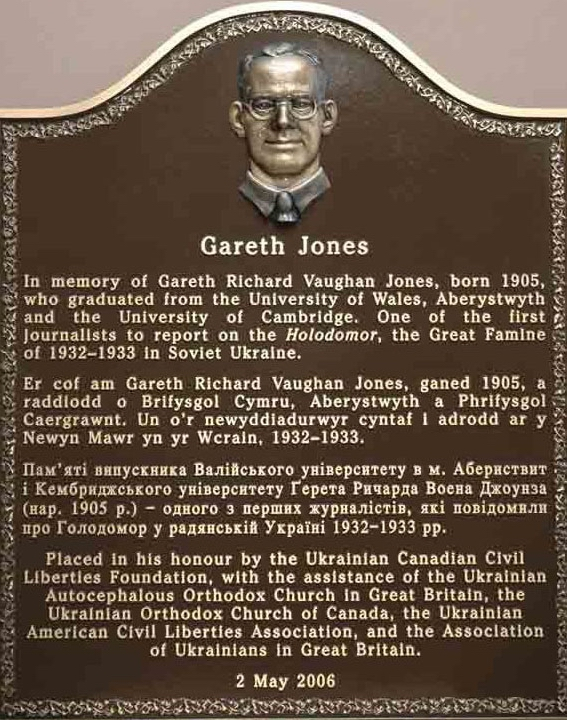
Gedenktafel an einem Gebäude der Aberystwyth University

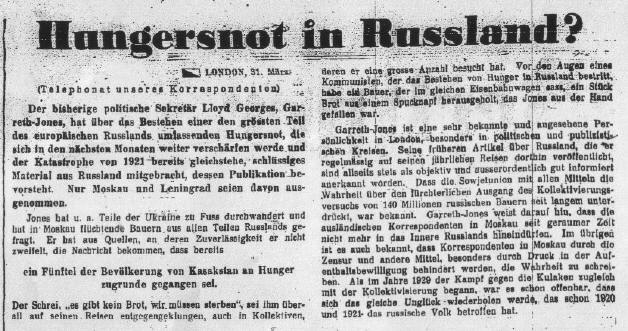
Bericht im Berliner Tageblatt vom 1. April 1933

Gareth Richard Vaughan Jones entstammte einer walisischen Lehrerfamilie. Sein Vater Edgar Jones arbeitete als Direktor an der Barry County School, seine Mutter war zeitweise als Gouvernante bei der Industriellenfamilie Hughes in der Ukraine tätig. Er wurde mehrsprachig erzogen und studierte von 1926 bis 1929 an den Universitäten in Wales und Cambridge Französisch, Deutsch und Russisch. Ab 1930 arbeitete Jones als Politikberater für den ehemaligen Premierminister David Lloyd George, dessen Memoiren er schrieb. Im Sommer 1931 besuchte er mit Henry John Heinz II. die Sowjetunion. In der Ukraine und in Kasachstan wurde Jones gemeinsam mit seinem Landsmann Malcolm Muggeridge Zeuge des einsetzenden Holodomor. Für die New York Times verfasste er umgehend einen Bericht, in dem er explizit Stalins Zwangskollektivierung der Landwirtschaft als Ursache der Hungerkatastrophe benannte. 1932/33 lieferte er aus der Sowjetunion regelmäßig Reportagen an amerikanische, britische und deutsche Zeitungen.
Im Januar und Februar 1933 berichtete Jones für die Western Mail (Wales) exklusiv über die NSDAP-Regierungsübernahme in Deutschland. Am 23. Februar konnte er Hitler interviewen und ihn in einer Junkers Ju 52/3m, dem damals schnellsten und modernsten Flugzeug der Welt, von Berlin nach Frankfurt am Main begleiten. Über dieses Erlebnis stark beeindruckt soll er gesagt haben: „Wenn das Flugzeug abstürzt, würde sich die ganze Geschichte Europas anders entwickeln.“ Der Journalist George Carey urteilte über Jones’ Verhältnis zum NS-Staat, dass „Adolf Hitler ihn als einen befreundeten Berichterstatter betrachtete“, er mit den Nationalsozialisten „gut vernetzt war und einen fast beispiellosen Zugang zu Hitler und Goebbels“ besaß und „stets positiv über die Errungenschaften der Nationalsozialisten“ berichtete. Kurz nach dem Flug mit Hitler fuhr Jones erneut in die Sowjetunion und bestieg am 7. März 1933 in Moskau einen Zug nach Charkow. Laut seinen Angaben stieg er an einem kleinen Bahnhof aus und ging zu Fuß weiter; seine Erlebnisse schilderte er folgendermaßen (Auszug):
„Ich sah eine Hungersnot gewaltigen Ausmaßes. Viele Menschen waren aufgequollen vor Hunger. Überall hörte ich Sätze wie ‚Wir warten auf den Tod‘. Ich schlief neben verhungernden Kindern auf dem Lehmboden. In Charkow sah ich Menschen, die sich um zwei Uhr früh vor Geschäften anstellten, die nicht vor sieben öffneten. An einem Durchschnittstag standen 40.000 Menschen nach Brot an. Die in der Schlange Wartenden versuchten so verzweifelt ihre Plätze zu halten, dass sie sich an die Gürtel der vor ihnen Stehenden klammerten. Manche waren so schwach vor Hunger, dass sie nicht ohne Hilfe anderer stehen konnten.“
Rund zwei Wochen später kehrte Jones nach Deutschland zurück und informierte am 29. März 1933 auf einer von Paul Scheffer in Berlin organisierten internationalen Pressekonferenz die Weltöffentlichkeit über die Ausmaße der sowjetischen Hungerkatastrophe. Anwesend waren neben vielen deutschen Korrespondenten unter anderem Pressevertreter der Chicago Daily News, The Yorkshire Post, The Sun, Manchester Guardian, Time Magazine, The New York Times, La Liberté. Sie alle veröffentlichten auf den Titelseiten nahezu identisch lautende Leitartikel über die Hungerkatastrophe.
Diesen Darstellungen widersprachen regierungsnahe Journalisten in verschiedenen Ländern. Insbesondere  Pulitzer-Preisträger Walter Duranty verharmloste Jones‘ Berichte. Unter der Überschrift „Russians hungry, but not starving“ (etwa: „Russen sind hungrig, aber verhungern nicht“) veröffentlichte die New York Times am 31. März 1933 eine Art Dementi. Duranty behauptete darin, dass Jones‘ Beschreibungen „Wunschdenken“ und eine „große Angst-Story“ seien, es zwar in der Sowjetunion „ernsthafte Nahrungsmittelknappheit“, aber „keine Hungertote“ gebe; vielmehr sei eine „weit verbreitete Mortalität von Krankheiten wegen Mangelernährung, vor allem in der Ukraine, im Nordkaukasus und an der Unteren Wolga“ feststellbar. Eugene Lyons, Moskauer Korrespondent von United Press International, hielt fest: „Als Jones aus Russland zurückkehrte, schrieb er Berichte, die mehr Zusammenfassungen dessen waren, was ihm andere Korrespondenten erzählt hatten. Er berichtete über Exkursionen in die Ukraine, vielleicht um die Echtheit seiner Informationen zu betonen, oder um uns andere Journalisten als seine Hauptquellen vor den Zensoren in Russland zu schützen.“
Gareth Jones war nicht der Erste und nicht der Einzige, der versuchte, das Thema in die Öffentlichkeit zu bringen. Zu nennen sind beispielsweise Paul Scheffer, mit dem Jones befreundet war, Malcolm Muggeridge, William Henry Chamberlin, Hubert Renfro Knickerbocker, aber allen voran Delegierte des Europäischen Nationalitätenkongresses (ENK). Diese überstaatliche Organisation erfuhr von ukrainischen Abgeordneten sehr früh von der Vorgehensweise und den Ausmaßen der Hungerkatastrophe. Offiziell sprach der ENK ab Mitte 1932 von „systematischen Mord durch Hunger in Russland“, organisierte Hungerhilfen und stieß dabei auf massive Behinderungen verschiedener Regierungen.
Zu dieser Zeit bemühte sich die sowjetische Regierung um Aufnahme in den Völkerbund und versuchte aktiv, das Geschehen in der Ukraine vor der Weltgemeinschaft zu verbergen. Gleichzeitig sprachen sich mehrere westliche Staaten für die Aufnahme diplomatischer und wirtschaftlicher Beziehungen zur Sowjetunion aus. Besonders die USA und Großbritannien unterdrückten ab Mitte 1932 eine negative Berichterstattung über die Sowjetunion und betrachteten die Veröffentlichungen über die Folgen der sogenannten Hungerexporte nebst der Hungertoten als Hetze und Propaganda. So teilte Maxim Litwinow persönlich in einem Schreiben über die sowjetische Botschaft in London Lloyd George mit, dass jegliche Berichterstattungen von Jones unerwünscht und ihm weitere Besuche der Sowjetunion untersagt seien. Faktisch verfasste er fortan keine neuen Berichte über die Hungersnot in der Ukraine. Insgesamt hatte Jones darüber bis April 1933 zwanzig Artikel geschrieben, die einige Zeitungen ohne Scheu später reproduzierten.
1933/34 lag sein Wirkungsbereich fast ausschließlich in Deutschland und Österreich. Hier traf er sich unter anderem oft in Wien mit Kardinal Innitzer und Ewald Ammende, dem Generalsekretär des ENK. Bei einem Besuch in Danzig lernte Jones den deutschen Generalkonsul von Charkow kennen. Dieser dankte ihm für seine journalistische Arbeit und bemerkte, dass die Situation für die hungernden Menschen in der Ukraine immer schlimmer werde. Während dieser Zeit schrieb Jones Reportagen überwiegend für das Berliner Tageblatt. Über den Jahreswechsel 1934/35 verweilte er auf Hearst Castle in San Simeon. Dort traf er auf einem Neujahrsempfang den Medienmogul William Randolph Hearst persönlich, in dessen Auftrag Jones Anfang 1935 in verschiedenen amerikanischen Zeitungen sowjet-kritische Artikel verfasste. Ferner lastete er darin Josef Stalin den Tod des Leningrader Parteichefs Sergei Mironowitsch Kirow an.
Im März 1935 reiste er von den USA über Japan nach China. Genauso wie die Sowjetunion die Äußere Mongolei annektierte und die Mongolische Volksrepublik als Marionettenstaat installierte, ging Japan in der Inneren Mongolei mit der Gründung von Mandschukuo vor. Die Entwicklung in der Mongolischen Volksrepublik schloss Stalins Zwangskollektivierung ein. In dieser Folge brachen auch hier eine gewaltige Hungersnot und Unruhen aus, denen die sowjetische Regierung mit einer Erhöhung ihrer Militärpräsenz entgegnete. Dieses Vorgehen betrachtete Japan als Bedrohung seiner Interessen und verlagerte ebenfalls weitere Truppen an Mandschukuos Grenze. Beide Aggressoren gaben als offizielle Begründung die Unterstützung ihrer „Bruderländer“ bei der Bekämpfung von Banden und Warlords an. Ab Januar 1935 nahmen die Konflikte zwischen sowjetischen und japanischen Stoßtrupps aufgrund ungeklärter Grenzverläufe dramatisch zu, sodass sich die Aufmerksamkeit verschiedener Journalisten für kurze Zeit in den Fernen Osten verlagerte. Keine der Konfliktparteien hatte ein Interesse am Bekanntwerden der Auseinandersetzungen, zumal am Chalchin Gol riesige Gold- und Kupfervorkommen entdeckt worden waren.
In China angekommen, lernte Jones den deutschen Ingenieur Herbert Müller kennen, der späteren Veröffentlichungen zufolge ein getarnter GPU-Agent gewesen sein soll. Gemeinsam fuhren sie in das Krisengebiet, wo sie dem Vernehmen nach von einer Bande entführt, gefoltert und für 18 Tage festgehalten wurden. Angeblich sollen die Kidnapper von Deutschland ein Lösegeld für die Freilassung gefordert haben. Beweise für diese Darstellungen existieren nicht, zumal unerwähnt bleibt, wann und in welcher Form die Forderung der Banditen die deutsche Botschaft in Xinjing oder Peking erreicht haben könnte. Fest steht lediglich, dass Gareth Jones kurz vor seinem 30. Geburtstag mit Schüssen in den Hinterkopf getötet und seine Leiche am 12. August 1935 auf dem Gebiet Mandschukuos gefunden wurde.

## Nachwirken
Paul Scheffer veröffentlichte am 16. August 1935 für seinen Freund auf der Titelseite des Berliner Tageblatts einen mehrspaltigen Nachruf, womit er die Arbeit Gareth Jones’ würdigte. Spätere Gerüchte über eine Beteiligung des sowjetischen Geheimdienstes, der Nationalchinesen oder der Japaner am Tod von Jones konnten nicht verifiziert werden. Aufgrund seiner Berichterstattung über den Holodomor gilt er in der Ukraine heute als Nationalheld. Der ukrainische Präsident Wiktor Juschtschenko verlieh ihm im November 2008 postum den Verdienstorden der Ukraine 3. Klasse.

## Film
Agnieszka Holland widmete Gareth Jones einen Film: Red Secrets – Im Fadenkreuz Stalins wurde 2019 auf der 69. Berlinale der Öffentlichkeit vorgestellt.